# Bethune (Caroline du Sud)

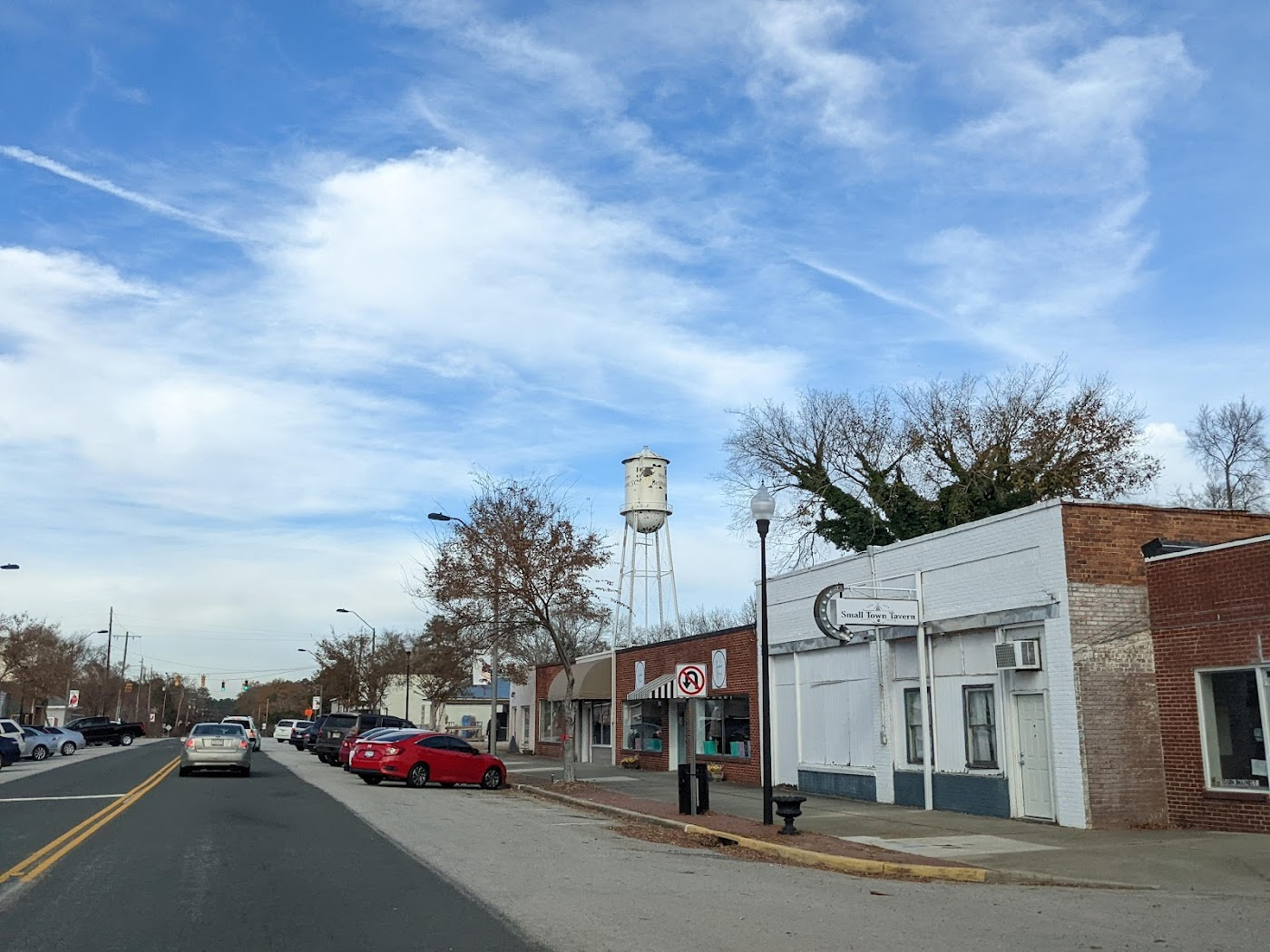
Bethune

Pour les articles homonymes, voir Bethune.
La ville de Bethune est située dans le comté de Kershaw, dans l’État de Caroline du Sud, aux États-Unis. Sa population s’élevait à 315 habitants lors du recensement de 2020.

## Démographie
| 1910 | 1920 | 1930 | 1940 | 1950 | 1960 |
| ---- | ---- | ---- | ---- | ---- | ---- |
| 317  | 299  | 522  | 620  | 639  | 579  |

| 1970 | 1980 | 1990 | 2000 | 2010 | - |
| ---- | ---- | ---- | ---- | ---- | - |
| 506  | 481  | 405  | 352  | 334  | - |

## Source
- (en) Cet article est partiellement ou en totalité issu de l’article de Wikipédia en anglais intitulé « Bethune, South Carolina » (voir la liste des auteurs).